# Copa de Brasil 2023
La Copa de Brasil 2023 (por razones de patrocinio Copa BETANO do Brasil 2023) fue la 35ª edición de la Copa de Brasil, organizada por la CBF.
La final de la Copa do Brasil 2023 fue disputado por el São Paulo, que había eliminado a Ituano, Sport, Palmeiras y Corinthians; y el Flamengo, que había eliminado a Maringá, Fluminense, Athletico Paranaense y Grêmio. Los partidos se disputaron los días 17 y 24 de septiembre de 2023 con el primer partido en el Maracaná y el segundo partido en el Morumbi.
El campeón fue São Paulo, que obtuvo su primer título en este torneo y la clasificación a la fase de grupos de la Copa Libertadores 2024 y la Supercopa de Brasil 2024.

## Equipos participantes
| Estado                       | Club                   | Método de clasificación                                   |
| ---------------------------- | ---------------------- | --------------------------------------------------------- |
| Acre 2 cupos                 | Humaitá                | Campeón Campeonato Acreano 2022                           |
| Acre 2 cupos                 | São Francisco          | Subcampeón Campeonato Acreano 2022                        |
| Alagoas 3 cupos              | CRB                    | Campeón Campeonato Alagoano 2022                          |
| Alagoas 3 cupos              | ASA                    | Subcampeón Campeonato Alagoano 2022                       |
| Alagoas 3 cupos              | CSA                    | Ganador de definición de cupo para Copa de Brasil 2023    |
| Amapá 1 cupo                 | Trem                   | Campeón Campeonato Amapaense 2022                         |
| Amazonas 2 cupos             | Manaus                 | Campeón Campeonato Amazonense 2022                        |
| Amazonas 2 cupos             | Princesa do Solimões   | Subcampeón Campeonato Amazonense 2022                     |
| Bahía 5 cupos                | Atlético de Alagoinhas | Campeón Campeonato Baiano 2022                            |
| Bahía 5 cupos                | Jacuipense             | Subcampeón Campeonato Baiano 2022                         |
| Bahía 5 cupos                | Bahia de Feira         | Tercer lugar Campeonato Baiano 2022                       |
| Bahía 5 cupos                | Bahia                  | Clasificado por Ranking de clubes CBF 2023                |
| Bahía 5 cupos                | Vitória                | Clasificado por Ranking de clubes CBF 2023                |
| Ceará 5 cupos                | Fortaleza              | Octavo lugar Campeonato Brasileño de Fútbol Serie A 2022  |
| Ceará 5 cupos                | Caucaia                | Ganador Primera Fase Campeonato Cearense 2022             |
| Ceará 5 cupos                | Ferroviário            | Tercer lugar Campeonato Cearense 2022                     |
| Ceará 5 cupos                | Iguatu                 | Cuarto lugar Campeonato Cearense 2022                     |
| Ceará 5 cupos                | Ceará                  | Clasificado por Ranking de clubes CBF 2023                |
| Distrito Federal 2 cupos     | Brasiliense            | Campeón Campeonato Brasiliense 2022                       |
| Distrito Federal 2 cupos     | Ceilândia              | Subcampeón Campeonato Brasiliense 2022                    |
| Espírito Santo 2 cupos       | Real Noroeste          | Campeón Campeonato Capixaba 2022                          |
| Espírito Santo 2 cupos       | Vitória-ES             | Campeón Copa Espírito Santo 2022                          |
| Goiás 3 cupos                | Atlético Goianiense    | Campeón Campeonato Goiano 2022                            |
| Goiás 3 cupos                | Goiás                  | Subcampeón Campeonato Goiano 2022                         |
| Goiás 3 cupos                | Vila Nova              | Tercer lugar Campeonato Goiano 2022                       |
| Maranhão 3 cupos             | Sampaio Corrêa         | Campeón Campeonato Maranhense 2022                        |
| Maranhão 3 cupos             | Cordino                | Subcampeón Campeonato Maranhense 2022                     |
| Maranhão 3 cupos             | Tuntum                 | Campeón Copa F. Maranhense de Futebol 2022                |
| Mato Grosso 3 cupos          | Cuiabá                 | Campeón Campeonato Matogrossense 2022                     |
| Mato Grosso 3 cupos          | União Rondonópolis     | Subcampeón Campeonato Matogrossense 2022                  |
| Mato Grosso 3 cupos          | Nova Mutum             | Campeón Copa F. Matogrossense de Futebol 2022             |
| Mato Grosso do Sul 1 cupo    | Operário-MS            | Campeón Campeonato Sul-Matogrossense 2022                 |
| Minas Gerais 7 cupos         | Atlético Mineiro       | Séptimo lugar Campeonato Brasileño de Fútbol Serie A 2022 |
| Minas Gerais 7 cupos         | Cruzeiro               | Campeón Campeonato Brasileño de Fútbol Serie B 2022       |
| Minas Gerais 7 cupos         | Athletic Club          | Tercer lugar Campeonato Mineiro 2022                      |
| Minas Gerais 7 cupos         | Caldense               | Cuarto lugar Campeonato Mineiro 2022                      |
| Minas Gerais 7 cupos         | Democrata GV           | Campeón Copa Inconfidência 2022                           |
| Minas Gerais 7 cupos         | Tombense               | Subcampeón Copa Inconfidência 2022                        |
| Minas Gerais 7 cupos         | América Mineiro        | Clasificado por Ranking de clubes CBF 2023                |
| Pará 4 cupos                 | Paysandu               | Campeón Copa Verde 2022                                   |
| Pará 4 cupos                 | Remo                   | Campeón Campeonato Paraense 2022                          |
| Pará 4 cupos                 | Tuna Luso              | Tercer lugar Campeonato Paraense 2022                     |
| Pará 4 cupos                 | Águia de Marabá        | Cuarto lugar Campeonato Paraense 2022                     |
| Paraíba 2 cupos              | Campinense             | Campeón Campeonato Paraibano 2022                         |
| Paraíba 2 cupos              | Botafogo-PB            | Subcampeón Campeonato Paraibano 2022                      |
| Paraná 5 cupos               | Athletico Paranaense   | Sexto lugar Campeonato Brasileño de Fútbol Serie A 2022   |
| Paraná 5 cupos               | Coritiba               | Campeón Campeonato Paranaense 2022                        |
| Paraná 5 cupos               | Maringá                | Subcampeón Campeonato Paranaense 2022                     |
| Paraná 5 cupos               | Operário Ferroviário   | Tercer lugar Campeonato Paranaense 2022                   |
| Paraná 5 cupos               | Londrina               | Quinto lugar Campeonato Paranaense 2022                   |
| Pernambuco 4 cupos           | Sport Recife           | Subcampeón Copa do Nordeste 2022                          |
| Pernambuco 4 cupos           | Náutico                | Campeón Campeonato Pernambucano 2022                      |
| Pernambuco 4 cupos           | Retrô                  | Subcampeón Campeonato Pernambucano 2022                   |
| Pernambuco 4 cupos           | Santa Cruz             | Tercer lugar Campeonato Pernambucano 2022                 |
| Piauí 2 cupos                | Fluminense-PI          | Campeón Campeonato Piauiense 2022                         |
| Piauí 2 cupos                | Parnahyba              | Subcampeón Campeonato Piauiense 2022                      |
| Río de Janeiro 7 cupos       | Flamengo               | Campeón Copa Libertadores 2022 y Copa de Brasil 2022      |
| Río de Janeiro 7 cupos       | Fluminense             | Tercer lugar Campeonato Brasileño de Fútbol Serie A 2022  |
| Río de Janeiro 7 cupos       | Vasco da Gama          | Tercer lugar Taça Guanabara 2022                          |
| Río de Janeiro 7 cupos       | Botafogo               | Cuarto lugar Taça Guanabara 2022                          |
| Río de Janeiro 7 cupos       | Nova Iguaçu            | Ganador Torneio Independência 2022                        |
| Río de Janeiro 7 cupos       | Resende                | Segundo lugar Torneio Independência 2022                  |
| Río de Janeiro 7 cupos       | Volta Redonda          | Campeón Copa Río 2022                                     |
| Río Grande del Norte 2 cupos | ABC                    | Campeón Campeonato Potiguar 2022                          |
| Río Grande del Norte 2 cupos | América de Natal       | Subcampeón Campeonato Potiguar 2022                       |
| Río Grande del Sur 6 cupos   | Internacional          | Subcampeón Campeonato Brasileño de Fútbol Serie A 2022    |
| Río Grande del Sur 6 cupos   | Grêmio                 | Campeón Campeonato Gaúcho 2022                            |
| Río Grande del Sur 6 cupos   | Ypiranga de Erechim    | Subcampeón Campeonato Gaúcho 2022                         |
| Río Grande del Sur 6 cupos   | Brasil de Pelotas      | Cuarto lugar Campeonato Gaúcho 2022                       |
| Río Grande del Sur 6 cupos   | São Luiz               | Campeón Copa FGF 2022                                     |
| Río Grande del Sur 6 cupos   | Juventude              | Clasificado por Ranking de clubes CBF 2023                |
| Rondonia 1 cupo              | Real Ariquemes         | Campeón Campeonato Rondoniense 2022                       |
| Roraima 1 cupo               | São Raimundo-RR        | Campeón Campeonato Roraimense 2022                        |
| Santa Catarina 6 cupos       | Brusque                | Campeón Campeonato Catarinense 2022                       |
| Santa Catarina 6 cupos       | Camboriú               | Subcampeón Campeonato Catarinense 2022                    |
| Santa Catarina 6 cupos       | Marcílio Dias          | Campeón Copa Santa Catarina 2022                          |
| Santa Catarina 6 cupos       | Chapecoense            | Clasificado por Ranking de clubes CBF 2023                |
| Santa Catarina 6 cupos       | Avaí                   | Clasificado por Ranking de clubes CBF 2023                |
| Santa Catarina 6 cupos       | Criciúma               | Clasificado por Ranking de clubes CBF 2023                |
| São Paulo 10 cupos           | Palmeiras              | Campeón Campeonato Brasileño de Fútbol Serie A 2022       |
| São Paulo 10 cupos           | Corinthians            | Cuarto lugar Campeonato Brasileño de Fútbol Serie A 2022  |
| São Paulo 10 cupos           | São Paulo              | Noveno lugar Campeonato Brasileño de Fútbol Serie A 2022  |
| São Paulo 10 cupos           | Red Bull Bragantino    | Cuarto lugar Campeonato Paulista 2022                     |
| São Paulo 10 cupos           | Ituano                 | Quinto lugar Campeonato Paulista 2022                     |
| São Paulo 10 cupos           | São Bernardo FC        | Sexto lugar Campeonato Paulista 2022                      |
| São Paulo 10 cupos           | Botafogo-SP            | Subcampeón Trofeo del Interior 2022                       |
| São Paulo 10 cupos           | Marília                | Subcampeón Copa Paulista 2022                             |
| São Paulo 10 cupos           | Santos                 | Clasificado por Ranking de clubes CBF 2023                |
| São Paulo 10 cupos           | Ponte Preta            | Clasificado por Ranking de clubes CBF 2023                |
| Sergipe 2 cupos              | Sergipe                | Campeón Campeonato Sergipano 2022                         |
| Sergipe 2 cupos              | Falcon                 | Subcampeón Campeonato Sergipano 2022                      |
| Tocantins 1 cupo             | Tocantinópolis         | Campeón Campeonato Tocantinense 2022                      |

### Clubes clasificados directamente a tercera fase
| Equipo               | Forma de clasificación                                     |
| -------------------- | ---------------------------------------------------------- |
| Fortaleza            | Octavo lugar Campeonato Brasileño de Fútbol Serie A 2022.  |
| Atlético Mineiro     | Séptimo lugar Campeonato Brasileño de Fútbol Serie A 2022. |
| Cruzeiro             | Campeón Campeonato Brasileño de Fútbol Serie B 2022.       |
| Paysandu             | Campeón Copa Verde 2022.                                   |
| Athletico Paranaense | Sexto lugar Campeonato Brasileño de Fútbol Serie A 2022.   |
| Sport Recife         | Subcampeón Copa do Nordeste 2022.                          |
| Flamengo             | Campeón Copa Libertadores 2022 y Copa de Brasil 2022.      |
| Fluminense           | Tercer lugar Campeonato Brasileño de Fútbol Serie A 2022.  |
| Internacional        | Subcampeón Campeonato Brasileño de Fútbol Serie A 2022.    |
| Palmeiras            | Campeón Campeonato Brasileño de Fútbol Serie A 2022.       |
| Corinthians          | Cuarto lugar Campeonato Brasileño de Fútbol Serie A 2022.  |
| São Paulo            | Noveno lugar Campeonato Brasileño de Fútbol Serie A 2022.  |

## Sorteo
Primera ronda: Los 80 clubes clasificados para la primera fase (70 mediante torneos estatales y 10 mediante Ranking de Clubes) se dividen en dos principales bloques: Bloque I (40 mejores rankeados) y Bloque II (40 peores rankeados). Estos dos bloques se dividen en cuatro bombos, haciendo un total de ocho bombos con diez clubes en cada uno, que van desde la letra A hasta la H. Los cruces en esta fase serán de la siguiente manera:
- Bombo E vs. Bombo A
- Bombo F vs. Bombo B
- Bombo G vs. Bombo C
- Bombo H vs. Bombo D

Se disputarán a partido único, jugando como locales los equipos del Bloque II (bombos E, F, G y H), pero teniendo ventaja en caso de empate los equipos del Bloque I (bombos A, B, C y D).
- Entre paréntesis, el puesto de cada club en el Ranking de clubes CBF 2023

| Primera fase | Primera fase | Primera fase | Primera fase |
| Bombo A | Bombo B | Bombo C | Bombo D |
| --- | --- | --- | --- |
| - Santos (9) - Grêmio (11) - América Mineiro (12) - Atlético Goianiense (13) - Ceará (14) - Bahia (15) - Botafogo (16) - Red Bull Bragantino (17) - Goiás (19) - Cuiabá (20)                    | - Juventude (21) - Vasco da Gama (22) - Coritiba (23) - Chapecoense (24) - Avaí (25) - CRB (27) - CSA (28) - Vitória (29) - Vila Nova (30) - Ponte Preta (31)                               | - Sampaio Corrêa (32) - Criciúma (33) - Operário Ferroviário (35) - Londrina (36) - Náutico (37) - Remo (38) - Tombense (39) - Brasil de Pelotas (40) - Brusque (41) - ABC (44)         | - Ituano (46) - Botafogo-SP (48) - Manaus (49) - Volta Redonda (52) - Ypiranga de Erechim (53) - Ferroviário (54) - Botafogo-PB (56) - Santa Cruz (59) - Brasiliense (61) - América de Natal (62) |
| Bombo E | Bombo F | Bombo G | Bombo H |
| - Campinense (64) - Jacuipense (67) - São Raimundo-RR (73) - Tocantinópolis (76) - Bahia de Feira (80) - Caldense (84) - Atlético de Alagoinhas (85) - ASA (87) - Sergipe (88) - Ceilândia (91) | - União Rondonópolis (93) - Real Noroeste (96) - Retrô (98) - Marcílio Dias (101) - Tuna Luso (118) - Fluminense-PI (118) - São Luiz (121) - Nova Iguaçu (127) - Humaitá (132) - Trem (132) | - São Bernardo FC (145) - Vitória-ES (145) - Nova Mutum (148) - Tuntum (166) - Caucaia (168) - Real Ariquemes (171) - Maringá (185) - Operário-MS (200) - Marília (214) - Cordino (220) | - Parnahyba (243) - Resende (−) - Athletic Club (−) - Democrata GV (−) - Iguatu (−) - Camboriú (−) - Águia de Marabá (−) - Falcon (−) - Princesa do Solimões (−) - São Francisco (−)              |

## Fase inicial

### Primera ronda
- 80 equipos disputaron la primera fase en partido único. Los equipos con mejor ranking CBF fueron visitantes y tuvieron ventaja en caso de empate.
- Partidos del 21 de febrero al 2 de marzo.
| Equipo local           | Resultado | Equipo visitante     |
| ---------------------- | --------- | -------------------- |
| Campinense             | 0–2       | Grêmio               |
| Resende                | 1–2       | Ferroviário          |
| Fluminense-PI          | 0–4       | Ponte Preta          |
| Cordino                | 0–2       | Brasil de Pelotas    |
| Caldense               | 0–3       | Ceará                |
| Princesa do Solimões   | 1–1       | Ituano               |
| União Rondonópolis     | 0–1       | CRB                  |
| Operário-MS            | 1–0       | Operário Ferroviário |
| Sergipe                | 1–1       | Botafogo             |
| Athletic Club          | 1–1       | Brasiliense          |
| São Luiz               | 1–0       | Juventude            |
| Vitória-ES             | 0–1       | Remo                 |
| ASA                    | 1–1       | Goiás                |
| Águia de Marabá        | 2–1       | Botafogo-PB          |
| Tuna Luso              | 0–1       | CSA                  |
| Marília                | 0–3       | Brusque              |
| Tocantinópolis         | 1–1       | América Mineiro      |
| Democrata GV           | 1–1       | Santa Cruz           |
| Marcílio Dias          | 1–0       | Chapecoense          |
| Maringá                | 2–1       | Sampaio Corrêa       |
| Jacuipense             | 1–4       | Bahia                |
| Camboriú               | 1–0       | Manaus               |
| Humaitá                | 0–3       | Coritiba             |
| Real Ariquemes         | 0–3       | Criciúma             |
| Atlético de Alagoinhas | 0–0       | Atlético Goianiense  |
| Falcon                 | 1–3       | Volta Redonda        |
| Real Noroeste          | 1–1       | Vila Nova            |
| São Bernardo FC        | 0–1       | Náutico              |
| Bahia de Feira         | 1–1       | Red Bull Bragantino  |
| São Francisco          | 1–1       | Ypiranga de Erechim  |
| Trem                   | 0–4       | Vasco da Gama        |
| Tuntum                 | 0–5       | ABC                  |
| Ceilândia              | 0–1       | Santos               |
| Iguatu                 | 1–0       | América de Natal     |
| Retrô                  | 3–2       | Avaí                 |
| Caucaia                | 0–0       | Tombense             |
| São Raimundo-RR        | 4–3       | Cuiabá               |
| Parnahyba              | 0–0       | Botafogo-SP          |
| Nova Iguaçu            | 2–0       | Vitória              |
| Nova Mutum             | 4–2       | Londrina             |

### Segunda ronda
- Participaron en esta fase los 40 equipos vencedores en la etapa anterior, en partido único. En caso de empate la llave fue decidida por tiros desde el punto penal.
- Partidos del 7 al 16 de marzo.
| Equipo local        | Resultado      | Equipo visitante    |
| ------------------- | -------------- | ------------------- |
| Grêmio              | 3–0            | Ferroviário         |
| Brasil de Pelotas   | 2–0            | Ponte Preta         |
| Ituano              | 1–1 (4–2 pen.) | Ceará               |
| CRB                 | 5–0            | Operário-MS         |
| Botafogo            | 7–1            | Brasiliense         |
| Remo                | 2–1            | São Luiz            |
| Águia de Marabá     | 0–0 (7–6 pen.) | Goiás               |
| CSA                 | 1–0            | Brusque             |
| América Mineiro     | 1–0            | Santa Cruz          |
| Maringá             | 2–0            | Marcílio Dias       |
| Camboriú            | 0–1            | Bahia               |
| Coritiba            | 1–1 (6–5 pen.) | Criciúma            |
| Atlético Goianiense | 1–1 (4–5 pen.) | Volta Redonda       |
| Náutico             | 2–1            | Vila Nova           |
| Ypiranga de Erechim | 3–1            | Red Bull Bragantino |
| Vasco da Gama       | 0–0 (5–6 pen.) | ABC                 |
| Santos              | 3–0            | Iguatu              |
| Tombense            | 1–0            | Retrô               |
| Botafogo-SP         | 3–1            | São Raimundo-RR     |
| Nova Iguaçu         | 5–2            | Nova Mutum          |

### Tercera ronda
Sorteo:
- Entre paréntesis, el puesto de cada club en el Ranking de clubes CBF 2023
- Equipos en negrita comenzaron su participación en el torneo en esta ronda.

| Bloque I | Bloque II |
| --- | --- |
| - Flamengo (1) - Palmeiras (2) - Athletico Paranaense (3) - Atlético Mineiro (4) - São Paulo (5) - Fluminense (6) - Fortaleza (7) - Corinthians (8) - Santos (9) - Internacional (10) - Grêmio (11) - América Mineiro (12) - Bahia (15) - Botafogo (16) - Cruzeiro (18) - Coritiba (23) | - Sport Recife (26) - CRB (27) - CSA (28) - Náutico (37) - Remo (38) - Tombense (39) - Brasil de Pelotas (40) - Paysandu (43) - ABC (44) - Ituano (46) - Botafogo-SP (48) - Volta Redonda (52) - Ypiranga de Erechim (53) - Nova Iguaçu (127) - Maringá (185) - Águia de Marabá (−) |

- Participaron en esta fase los 20 equipos vencedores en la etapa anterior junto a los 12 equipos clasificados directamente a esta ronda, en partidos eliminatorios de ida y vuelta.
- Partidos del 11 al 27 de abril.
| Equipo local en la ida | Global         | Equipo local en la vuelta | Ida | Vuelta |
| ---------------------- | -------------- | ------------------------- | --- | ------ |
| Botafogo-SP            | 0–3            | Santos                    | 0–2 | 0–1    |
| Nova Iguaçu            | 1–7            | América Mineiro           | 1–2 | 0–5    |
| Coritiba               | 3–5            | Sport Recife              | 3–3 | 0–2    |
| Náutico                | 1–2            | Cruzeiro                  | 1–0 | 0–2    |
| Atlético Mineiro       | 3–2            | Brasil de Pelotas         | 2–1 | 1–1    |
| Volta Redonda          | 1–6            | Bahia                     | 1–2 | 0–4    |
| Ypiranga de Erechim    | 0–4            | Botafogo                  | 0–2 | 0–2    |
| ABC                    | 1–3            | Grêmio                    | 0–2 | 1–1    |
| Maringá                | 4–8            | Flamengo                  | 2–0 | 2–8    |
| São Paulo              | 1–0            | Ituano                    | 0–0 | 1–0    |
| Fluminense             | 6–0            | Paysandu                  | 3–0 | 3–0    |
| Remo                   | 2–2 (4–5 pen.) | Corinthians               | 2–0 | 0–2    |
| Internacional          | 3–3 (7–6 pen.) | CSA                       | 2–1 | 1–2    |
| Fortaleza              | 8–1            | Águia de Marabá           | 6–1 | 2–0    |
| CRB                    | 2–2 (2–4 pen.) | Athletico Paranaense      | 1–0 | 1–2    |
| Palmeiras              | 5–3            | Tombense                  | 4–2 | 1–1    |

## Fase final

### Octavos de final
Sorteo:
- Entre paréntesis, el puesto de cada club en el Ranking de clubes CBF 2023

| Bombo único |
| --- |
| - Flamengo (1) - Palmeiras (2) - Athletico Paranaense (3) - Atlético Mineiro (4) - São Paulo (5) - Fluminense (6) - Fortaleza (7) - Corinthians (8) - Santos (9) - Internacional (10) - Grêmio (11) - América Mineiro (12) - Bahia (15) - Botafogo (16) - Cruzeiro (18) - Sport Recife (26) |

- Participaron en esta fase los 16 equipos vencedores en la etapa anterior, en partidos eliminatorios de ida y vuelta.
- Partidos del 16 de mayo al 1 de junio.
| Equipo local en la ida | Global         | Equipo local en la vuelta | Ida | Vuelta |
| ---------------------- | -------------- | ------------------------- | --- | ------ |
| América Mineiro        | 3–3 (5–4 pen.) | Internacional             | 2–0 | 1–3    |
| Sport Recife           | 3–3 (3–5 pen.) | São Paulo                 | 0–2 | 3–1    |
| Athletico Paranaense   | 3–3 (4–2 pen.) | Botafogo                  | 3–2 | 0–1    |
| Fluminense             | 0–2            | Flamengo                  | 0–0 | 0–2    |
| Santos                 | 1–1 (3–4 pen.) | Bahia                     | 0–0 | 1–1    |
| Palmeiras              | 3–1            | Fortaleza                 | 3–0 | 0–1    |
| Atlético Mineiro       | 2–2 (1–3 pen.) | Corinthians               | 2–0 | 0–2    |
| Grêmio                 | 2–1            | Cruzeiro                  | 1–1 | 1–0    |

### Cuadro de desarrollo
|  | Cuartos de final     | Cuartos de final | Cuartos de final | Cuartos de final |   |             | Semifinales                 | Semifinales                 | Semifinales                 | Semifinales                 |  |          | Final                 | Final                 | Final                 | Final                 |  |
|  | 4 al 15 de julio     | 4 al 15 de julio | 4 al 15 de julio | 4 al 15 de julio |   |             | 25 de julio al 16 de agosto | 25 de julio al 16 de agosto | 25 de julio al 16 de agosto | 25 de julio al 16 de agosto |  |          | 17 y 24 de septiembre | 17 y 24 de septiembre | 17 y 24 de septiembre | 17 y 24 de septiembre |  |
|  |                      |                  |                  |                  |   |             |                             |                             |                             |                             |  |          |                       |                       |                       |                       |  |
|  |                      |                  |                  |                  |   |             |                             |                             |                             |                             |  |          |                       |                       |                       |                       |  |
|  | Bahia                | 1                | 1                | 2 (3)            |   |             |                             |                             |                             |                             |  |          |                       |                       |                       |                       |  |
|  | Bahia                | 1                | 1                | 2 (3)            |   |             |                             |                             |                             |                             |  |          |                       |                       |                       |                       |  |
|  | Grêmio (p.)          | 1                | 1                | 2 (4)            |   |             |                             |                             |                             |                             |  |          |                       |                       |                       |                       |  |
|  | Grêmio (p.)          | 1                | 1                | 2 (4)            |   | Grêmio      | 0                           | 0                           | 0                           |                             |  |          |                       |                       |                       |                       |  |
|  |                      |                  |                  |                  |   | Grêmio      | 0                           | 0                           | 0                           |                             |  |          |                       |                       |                       |                       |  |
|  |                      |                  | Flamengo         | 2                | 1 | 3           |                             |                             |                             |                             |  |          |                       |                       |                       |                       |  |
|  | Flamengo             | 2                | Flamengo         | 2                | 1 | 3           | 2                           | 4                           |                             |                             |  |          |                       |                       |                       |                       |  |
|  | Flamengo             | 2                |                  |                  |   |             |                             |                             |                             |                             |  |          |                       |                       |                       |                       |  |
|  | Athletico Paranaense | 1                | 0                | 1                |   |             |                             |                             |                             |                             |  |          |                       |                       |                       |                       |  |
|  | Athletico Paranaense | 1                | 0                | 1                |   |             |                             |                             |                             |                             |  | Flamengo | 0                     | 1                     | 1                     |                       |  |
|  |                      |                  |                  |                  |   |             |                             |                             |                             |                             |  | Flamengo | 0                     | 1                     | 1                     |                       |  |
|  |                      |                  | São Paulo        | 1                | 1 | 2           |                             |                             |                             |                             |  |          |                       |                       |                       |                       |  |
|  | América Mineiro      | 1                | São Paulo        | 1                | 1 | 2           | 2                           | 3 (1)                       |                             |                             |  |          |                       |                       |                       |                       |  |
|  | América Mineiro      | 1                |                  |                  |   |             |                             |                             |                             |                             |  |          |                       |                       |                       |                       |  |
|  | Corinthians (p.)     | 0                | 3                | 3 (3)            |   |             |                             |                             |                             |                             |  |          |                       |                       |                       |                       |  |
|  | Corinthians (p.)     | 0                | 3                | 3 (3)            |   | Corinthians | 2                           | 0                           | 2                           |                             |  |          |                       |                       |                       |                       |  |
|  |                      |                  |                  |                  |   | Corinthians | 2                           | 0                           | 2                           |                             |  |          |                       |                       |                       |                       |  |
|  |                      |                  | São Paulo        | 1                | 2 | 3           |                             |                             |                             |                             |  |          |                       |                       |                       |                       |  |
|  | São Paulo            | 1                | São Paulo        | 1                | 2 | 3           | 2                           | 3                           |                             |                             |  |          |                       |                       |                       |                       |  |
|  | São Paulo            | 1                |                  |                  |   |             |                             |                             |                             |                             |  |          |                       |                       |                       |                       |  |
|  | Palmeiras            | 0                | 1                | 1                |   |             |                             |                             |                             |                             |  |          |                       |                       |                       |                       |  |
|  | Palmeiras            | 0                | 1                | 1                |   |             |                             |                             |                             |                             |  |          |                       |                       |                       |                       |  |
|  |                      |                  |                  |                  |   |             |                             |                             |                             |                             |  |          |                       |                       |                       |                       |  |

- Nota: En cada llave, el equipo ubicado en la primera línea es el que abre la serie como local.

### Cuartos de final
- Los horarios corresponden al huso horario de Brasilia, BRT (UTC-3).

| 5 de julio, 21:30 | América Mineiro | 1:0 (1:0) | Corinthians | Estadio Independência, Belo Horizonte                           |                                                                 |
|                   | Juninho 31'     | Reporte   |             | Asistencia: 7 141 espectadores Árbitro(s): Leandro Pedro Vuaden | Asistencia: 7 141 espectadores Árbitro(s): Leandro Pedro Vuaden |

| 15 de julio, 16:30                                               | Corinthians                                              | 3:2 (0:0) (3:1 p.)         | América Mineiro                                      | Neo Química Arena, São Paulo                                  |                                                               |
|                                                                  | Renato Augusto 47' · Yuri Alberto 65' · Róger Guedes 72' | Reporte                    | M. Benítez 69' · G. Mastriani 83'                    | Asistencia: 44 655 espectadores Árbitro(s): Ramon Abatti Abel | Asistencia: 44 655 espectadores Árbitro(s): Ramon Abatti Abel |
|                                                                  |                                                          | Tiros desde el punto penal |                                                      |                                                               |                                                               |
|                                                                  | Fábio Santos · Giuliano · Adson · Yuri Alberto           |                            | G. Mastriani · Marcinho · Paulinho Bóia · M. Benítez |                                                               |                                                               |
| América Mineiro fue el primero en patear en la tanda de penales. |                                                          |                            |                                                      |                                                               |                                                               |

| 5 de julio, 19:30 | São Paulo   | 1:0 (0:0) | Palmeiras | Estadio Morumbi, São Paulo                                           |                                                                      |
|                   | Rafinha 82' | Reporte   |           | Asistencia: 54 593 espectadores Árbitro(s): Braulio da Silva Machado | Asistencia: 54 593 espectadores Árbitro(s): Braulio da Silva Machado |

| 13 de julio, 20:00 | Palmeiras       | 1:2 (1:0) | São Paulo                     | Allianz Parque, São Paulo                                    |                                                              |
|                    | J. Piquerez 34' | Reporte   | Caio Paulista 49' · David 89' | Asistencia: 41 451 espectadores Árbitro(s): Anderson Daronco | Asistencia: 41 451 espectadores Árbitro(s): Anderson Daronco |

| 4 de julio, 21:00 | Bahia        | 1:1 (0:0) | Grêmio         | Arena Fonte Nova, Salvador de Bahía                           |                                                               |
|                   | Everaldo 47' | Reporte   | Cuiabano 90+5' | Asistencia: 37 770 espectadores Árbitro(s): Ramon Abatti Abel | Asistencia: 37 770 espectadores Árbitro(s): Ramon Abatti Abel |

| 12 de julio, 19:00                                      | Grêmio                                                              | 1:1 (0:1) (4:3 p.)         | Bahia                                                                  | Arena do Grêmio, Porto Alegre                              |                                                            |
|                                                         | M. Villasanti 72'                                                   | Reporte                    | Everaldo 45+5'                                                         | Asistencia: 33 529 espectadores Árbitro(s): Wilton Sampaio | Asistencia: 33 529 espectadores Árbitro(s): Wilton Sampaio |
|                                                         |                                                                     | Tiros desde el punto penal |                                                                        |                                                            |                                                            |
|                                                         | Reinaldo · Ferreira · Bruno Alves · M. Villasanti · Bitello · André |                            | Cauly · Everaldo · Cicinho · N. Acevedo · Yago Felipe · Gabriel Xavier |                                                            |                                                            |
| Grêmio fue el primero en patear en la tanda de penales. |                                                                     |                            |                                                                        |                                                            |                                                            |

| 5 de julio, 21:30 | Flamengo                              | 2:1 (0:1) | Athletico Paranaense | Maracaná, Río de Janeiro                                              |                                                                       |
|                   | Pedro 54' (pen.) · Bruno Henrique 70' | Reporte   | A. Canobbio 6'       | Asistencia: 66 505 espectadores Árbitro(s): Flavio Rodrigues de Souza | Asistencia: 66 505 espectadores Árbitro(s): Flavio Rodrigues de Souza |

| 12 de julio, 21:30 | Athletico Paranaense | 0:2 (0:1) | Flamengo                                 | Arena da Baixada, Curitiba                                           |                                                                      |
|                    |                      | Reporte   | Erick 45' (a.g.) · Gabriel Barbosa 90+3' | Asistencia: 36 549 espectadores Árbitro(s): Braulio da Silva Machado | Asistencia: 36 549 espectadores Árbitro(s): Braulio da Silva Machado |

### Semifinales
- Los horarios corresponden al huso horario de Brasilia, BRT (UTC-3).

| 25 de julio, 21:30 | Corinthians             | 2:1 (0:0) | São Paulo   | Neo Química Arena, São Paulo                               |                                                            |
|                    | Renato Augusto 48', 81' | Reporte   | Luciano 55' | Asistencia: 46 517 espectadores Árbitro(s): Wilton Sampaio | Asistencia: 46 517 espectadores Árbitro(s): Wilton Sampaio |

| 16 de agosto, 19:30 | São Paulo                             | 2:0 (2:0) | Corinthians | Estadio Morumbi, São Paulo                                |                                                           |
|                     | Wellington Rato 12' · Lucas Moura 31' | Reporte   |             | Asistencia: 62 093 espectadores Árbitro(s): Raphael Claus | Asistencia: 62 093 espectadores Árbitro(s): Raphael Claus |

| 26 de julio, 21:30 | Grêmio | 0:2 (0:1) | Flamengo                                     | Arena do Grêmio, Porto Alegre                             |                                                           |
|                    |        | Reporte   | Gabriel Barbosa 34' · Bruno Alves 68' (a.g.) | Asistencia: 50 128 espectadores Árbitro(s): Raphael Claus | Asistencia: 50 128 espectadores Árbitro(s): Raphael Claus |

| 16 de agosto, 21:30 | Flamengo                    | 1:0 (0:0) | Grêmio | Maracaná, Río de Janeiro                                             |                                                                      |
|                     | G. de Arrascaeta 72' (pen.) | Reporte   |        | Asistencia: 65 310 espectadores Árbitro(s): Braulio da Silva Machado | Asistencia: 65 310 espectadores Árbitro(s): Braulio da Silva Machado |

### Final
- Los horarios corresponden al huso horario de Brasilia, BRT (UTC-3).

| 17 de septiembre, 16:00 | Flamengo | 0:1 (0:1) | São Paulo        | Maracaná, Río de Janeiro                                     |                                                              |
|                         |          | Reporte   | J. Calleri 45+1' | Asistencia: 67 350 espectadores Árbitro(s): Anderson Daronco | Asistencia: 67 350 espectadores Árbitro(s): Anderson Daronco |

| 24 de septiembre, 16:00 | São Paulo            | 1:1 (1:1) | Flamengo           | Estadio Morumbi, São Paulo                                           |                                                                      |
|                         | Rodrigo Nestor 45+5' | Reporte   | Bruno Henrique 43' | Asistencia: 63 077 espectadores Árbitro(s): Braulio da Silva Machado | Asistencia: 63 077 espectadores Árbitro(s): Braulio da Silva Machado |

|                                 |
| Bandera del estado de São Paulo |
| Campeón São Paulo 1.er título   |

## Goleadores
| Jugador         | Equipo          | Goles |
| --------------- | --------------- | ----- |
| Lorran          | Nova Mutum      | 5     |
| Alef Manga      | Coritiba        | 5     |
| Tiquinho Soares | Botafogo        | 5     |
| Pedro           | Flamengo        | 5     |
| Renato          | CRB             | 4     |
| Aloísio         | América Mineiro | 4     |
| Gabriel Barbosa | Flamengo        | 4     |